# Косуґе (Яманасі)

35°45′37″ пн. ш. 138°56′25″ сх. д. / 35.76028° пн. ш. 138.94028° сх. д.
Косуґе́ (яп. 小菅村, こすげむら, МФА: [kosuge muɾa]) — село в Японії, в повіті Кіта-Цуру префектури Яманасі. Станом на 1 квітня 2009 площа села становила 52,65 км². Станом на 1 липня 2011 населення села становило 806 осіб.